# 东风柳州汽车
东风柳州汽车有限公司，简称东风柳汽，为东风汽车公司在中国透過香港上市公司東風汽車集團股份有限公司拥有的合资子公司。
于1969年起生產汽車，其生产的原柳江牌汽车是广西首辆汽车。公司先后投入技改资金10多亿元，完善汽车生产四大工艺及配套设施，建设计算机辅助设计、制造系统（CAD/CAM），多项产品设计获国家专利。1981年柳汽与东风的合资，柳州市政府无尝划拨给东风75%的股份。2006年东风柳汽出售25%股权给日产和雷诺，日产和雷诺正式进驻柳州。目前旗下拥有乘龙、东风风行商乘两大品牌。

## 車款
- 東風風行菱智M5（2011年）
- 東風風行景逸S50（2016年）
- 東風風行T5L（2018年）
- 東風風行景逸X5（2017年）
- 东风柳汽乘龙卡车（2015年）

東風柳州主要研制并生产东风乘龙、东风龙卡、东风霸龙（507，406）、东风风行（景逸，菱智）等品牌的乘用车、商用车。在J.D.Power Asia Pacific 2005、2006年度中国MPV新车质量评比中均名列三甲。并将在柳州建立新的商用车、乘用车生产基地。